# Crémieu
Crémieu település Franciaországban, Isère megyében. Lakosainak száma 3543 fő (2022. január 1.). Crémieu Saint-Romain-de-Jalionas, Siccieu-Saint-Julien-et-Carisieu, Villemoirieu, Annoisin-Chatelans, Dizimieu és Leyrieu községekkel határos.

## Népesség
A település népességének változása:
| Lakosok száma | 2393 | 2409 | 2855 | 3330 | 3343 | 3312 | 3282 | 3375 | 3437 | 3543 |
|               | 1968 | 1982 | 1990 | 2006 | 2013 | 2015 | 2017 | 2019 | 2020 | 2022 |